# Montorsoli
Montorsoli è una frazione del comune di Vaglia nella città metropolitana di Firenze. Costituisce inoltre anche un classico esempio di campagna fiorentina: essa è ricca infatti di sentieri e poggi da cui si ricava una magnifica vista sull'area sottostante. Il punto di concentramento maggiore della popolazione montorsolana è la chiesa santa Maria ausiliatrice.

## Geografia antropica
La vasta area di Montorsoli, posta sulla omonima collina, si sviluppa principalmente su due direttrici principali. Entrambe partono dalla Strada statale 65 della Futa, alle porte di Trespiano, frazione del comune di Firenze, per la precisione nella frazione Pian di San Bartolo di Fiesole.

### Via della Docciola
Partendo da Pian di San Bartolo, si abbandona la Statale della Futa sulla sinistra (direzione Bologna) attraversando l'abitato nel comune di Fiesole. Dopo circa 500 metri si entra nella frazione Montorsoli Stazione, da cui si hanno interessanti vedute di Firenze e della collina di Cercina. Proseguendo si raggiunge la omonima frazione sparsa e, seguendo due direttrici, si rientra a Firenze via Serpiolle o Careggi.
Poco sotto la strada, nel centro abitato, si trova la stazione ferroviaria.
Tutta l'area di Montorsoli Stazione appartiene amministrativamente al comune di Sesto Fiorentino.

### Via Bolognese
Proseguendo da Trespiano e Pian di San Bartolo, direzione Bologna, si entra nella parte sestese di Montorsoli, composta da poche abitazioni e alcune attività commerciali.
Dopo una impegnativa salita si entra nel territorio comunale di Vaglia. In questa parte Montorsoli si sviluppa sia lungo la statale, sia in alcune strade interne, di cui una panoramica si riallaccia, sulla sinistra, alla sopra citata via della Docciola dopo Montorsoli Stazione. Sono presenti numerose abitazioni, alcuni ristoranti ed il distributore di carburante; qui anche la chiesa di Santa Maria Ausiliatrice. La frazione termine poco prima del bivio con la strada per Monte Morello e della prestigiosa Villa Demidoff.